# Weiterstadt
Weiterstadt er en by i Kreis Darmstadt-Dieburg med venskabsbyerne
- Kiens, Italien
- Verneuil sur Seine, Frankrig
- Bagno a Ripoli, Toskana, Italien

## Kommunalvalg 2011
| Parti                          | Procent |
| ------------------------------ | ------- |
| SPD                            | 42,0    |
| CDU                            | 24,5    |
| Alternative Liste Weiterstadt  | 20,6    |
| Freie Wähler Weiterstadt e. V. | 9,5     |
| Bürgerpartei Weiterstadt       | 3,4     |